# TV Manchete Fortaleza
TV Manchete Fortaleza foi uma emissora de televisão brasileira sediada em Fortaleza, capital do estado do Ceará. Operava no canal 2 VHF e era uma emissora própria da Rede Manchete. Entrou no ar em 1984, e foi extinta devido a falência da rede, vendida para a TeleTV em 1999. Seu canal hoje é ocupado pela RedeTV! Fortaleza, emissora própria da RedeTV!.

## História
Em 17 de julho de 1980, foi publicado no Diário Oficial da União um ato presidencial, que considerava as concessões de sete emissoras próprias da Rede Tupi, inclusive a da TV Ceará, como inapropriadas para operação, sendo cassadas pelas delegacias regionais do DENTEL na manhã do dia seguinte, 18 de julho. No mesmo ano, Adolfo Bloch e Silvio Santos participam de um leilão do governo, onde ambos recebem as concessões que eram tanto da Rede Tupi quanto da TV Excelsior. Bloch recebe as concessões de Recife, Fortaleza, Rio de Janeiro e Belo Horizonte da Tupi, e da concessão de São Paulo da Excelsior.
A futura filial cearense da Manchete ganha um prédio construído na Avenida Antônio Sales, e projetado por Oscar Niemeyer, que também projetou o prédio da matriz do Rio de Janeiro.